# Долго Бърдо (община Лития)
Вижте пояснителната страница за други значения на Долго Бърдо.
Долго Бърдо (на словенски: Dolgo Brdo) е село в Словения, регион Средна Словения, община Лития. Според Националната статистическа служба на Република Словения през 2015 г. селото има 29 жители.